# Sindaco (Svizzera)
Nell'ordinamento svizzero il sindaco è l'organo monocratico a capo del governo di un comune, presiede il Municipio e dirige l'Amministrazione comunale.
La carica assume diverse denominazioni a seconda sia delle lingue nazionali, sia dei cantoni: nei cantoni di lingua tedesca viene generalmente denominato Gemeindepräsident, ma viene chiamato Gemeindeammann nei cantoni San Gallo, Turgovia e Argovia, Stadtammann in canton Friburgo, Hauptmann nell'Appenzello interno e Talammann a Engelberg. In francese viene denominato syndic nei cantoni Friburgo e Vaud, maire nei cantoni Berna, Giura e a Ginevra, e infine président du Conseil communal nel Neuchâtel. In lingua italiana viene chiamato sindaco in Ticino, ma podestà nei comuni di lingua italiana dei Grigioni.
L'ordinamento dei comuni è regolato a livello cantonale. Ogni cantone tuttavia prevede l'esistenza di una figura monocratica, che dirige l'amministrazione comunale e generalmente guida l'organo collegiale esecutivo. Nella maggior parte dei casi il primo cittadino presiede anche l'assemblea consiliare dei comuni. Le modalità di elezione e la durata del mandato variano sensibilmente tra un cantone e l'altro.

## Canton Ticino
Nell'ordinamento ticinese la figura del sindaco è normata dal capitolo V della Legge Organica Comunale del 10 marzo 1987, che ne fa l'unica carica politica monocratica discrezionale all'interno dell'ordinamento confederale, che è invece a carattere fortemente direttoriale.

### Elezione
La legislazione ticinese prevede l'elezione popolare diretta eventuale del sindaco. Il sindaco è scelto necessariamente fra uno dei neoeletti membri del municipio, l'organo esecutivo del comune, limitando così ad un massimo di sette il numero dei cittadini candidabili alla carica. Qualora gli accordi politici intercorsi fra i partiti rappresentati nel municipio permettano di individuare un candidato unico, esso assume la carica in maniera tacita senza bisogno di alcun passaggio elettorale; in caso contrario, il sindaco viene scelto dai cittadini fra i municipali che abbiano avanzato la propria candidatura, e il municipale che ottenga la maggioranza assoluta dei suffragi viene elevato alla carica, mentre in caso contrario si ricorre ad un ballottaggio nel mese successivo.

### Mandato
Il sindaco dura in carica 4 anni con tempistica coordinata con le altre autorità comunali, e in questo periodo, oltre alla massima carica comunale, continua ad esercitare quella di municipale a capo del proprio dipartimento amministrativo. In caso di impedimento temporaneo, le sue funzioni sono esercitate dal vicesindaco, scelto sempre dai municipali fra di essi. Il sindaco può dare dimissioni anticipate, o essere rimosso, solo per gravi e giustificati motivi; la rinuncia o rimozione comporta automaticamente la decadenza anche dalla carica di municipale.

### Funzioni
Secondo l'art.118 della LOC, al sindaco spetta la rappresentanza del comune e la presidenza del municipio. In caso di urgenza, può prendere di sua iniziativa gli opportuni provvedimenti, che vanno poi sottoposti il prima possibile alla ratifica del municipio. Tra le sue funzioni, la legge disciplina che:
- è responsabile del sigillo comunale e del suo uso;
- riceve la corrispondenza, le petizioni, i rapporti, le istanze indirizzate al comune e li trasmette agli organi competenti per i loro incombenti;
- denuncia alle competenti autorità i reati di azione pubblica che si verificano nella giurisdizione comunale e prende i necessari provvedimenti per la conservazione degli elementi di prova fino a che l'autorità assume inchiesta;
- firma, in unione al segretario comunale, gli atti del comune e provvede alla loro trasmissione;
- ordina l'esposizione degli atti governativi e del municipio;
- rilascia, in unione con il segretario, i certificati di domicilio e di capacità elettorale;
- prende i provvedimenti conferitegli dalla legge.